# Coelopisthia fumosipennis
Coelopisthia fumosipennis is een vliesvleugelig insect uit de familie Pteromalidae. De wetenschappelijke naam is voor het eerst geldig gepubliceerd in 1909 door Gahan.